# Санопадь
Санопадь — река на полуострове Камчатка в России.
Длина реки — 28 км. Впадает в реку Камчатка слева на расстоянии 668,1 км от устья.
Гидроним предположительно имеет ительменское происхождение.
По данным государственного водного реестра России относится к Анадыро-Колымскому бассейновому округу.
Код водного объекта в государственном водном реестре — 19070000112120000012867.